# Qualcomm Snapdragon

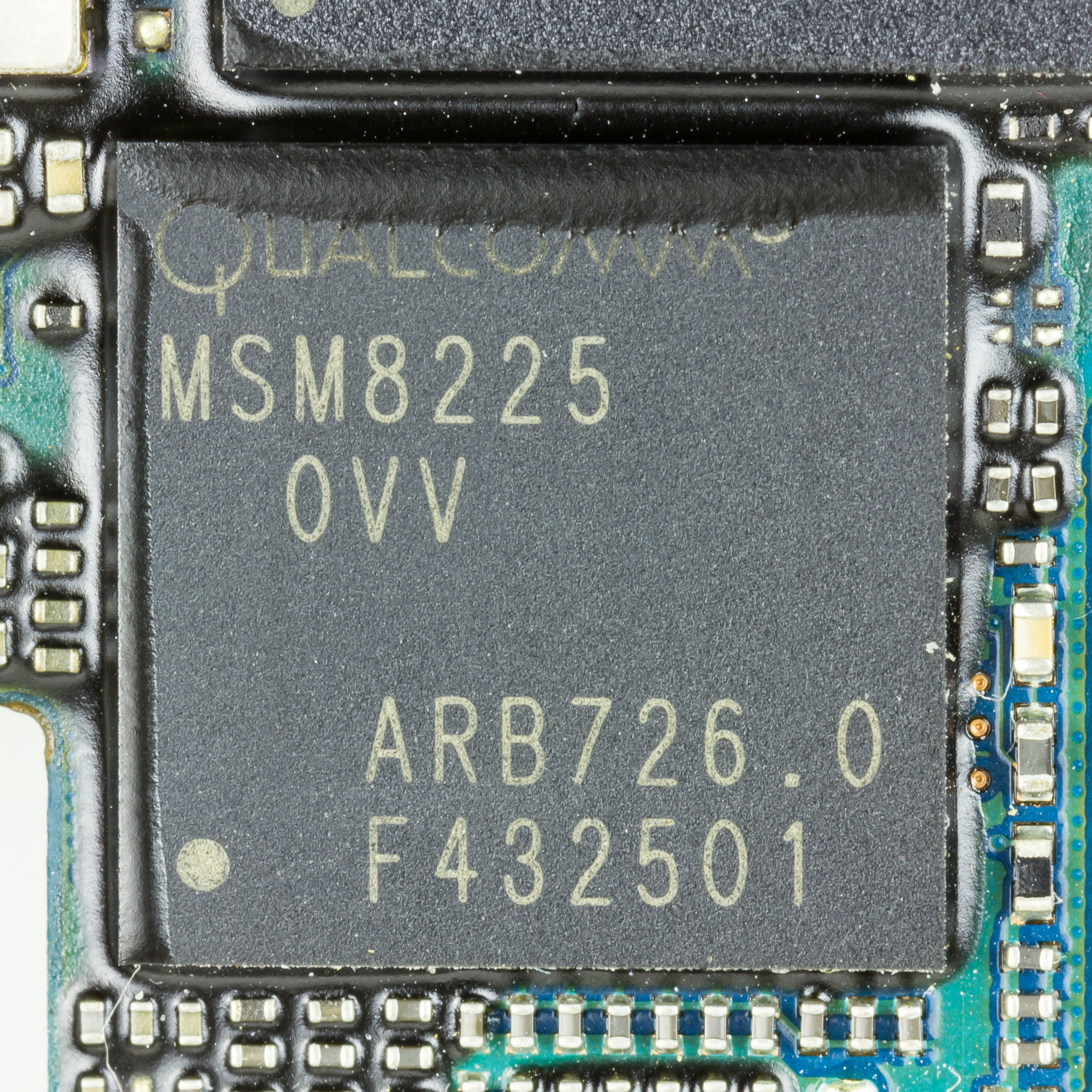
Processore Qualcomm con core MSM8225, appartenente alla famiglia Snapdragon S4

Snapdragon è una famiglia di system-on-a-chip prodotti da Qualcomm, che la considera una piattaforma utilizzabile per realizzare ambienti mobili su dispositivi smartphone, tablet e smartbook.
Il core del processore Snapdragon, soprannominato Scorpion, è stato progettato dalla stessa Qualcomm. Ha molte caratteristiche simili all'architettura ARM di tipo Cortex-A8 ed è basato sul set di istruzioni dell'ARM v7, ma in teoria ha una potenza molto più elevata per quanto riguarda le operazioni SIMD per applicazioni multimediali.
Tutti i processori Snapdragon contengono la circuiteria necessaria per decodificare video ad alta definizione (HD) alla risoluzione di 720p o 1080p a seconda del chipset Snapdragon usato. Adreno, la tecnologia GPU proprietaria dell'azienda, integrata nei chipset Snapdragon (ed in altri chipset di Qualcomm) è progettata interamente da Qualcomm, usando gli asset che l'azienda ha acquisito da AMD.
I primi SoC della famiglia Snapdragon sono stati il QSD8650 ed il QSD8250, disponibili dal quarto trimestre del 2008, entrambi contenenti un processore da 1 GHz, un modem per cellulari ed un GPS integrati. Nel 2010, la famiglia Snapdragon è stata espansa per includere le serie MSM (Mobile Station Modem) e APQ (Application Processor Qualcomm).

## Storia
- Quarto trimestre del 2008

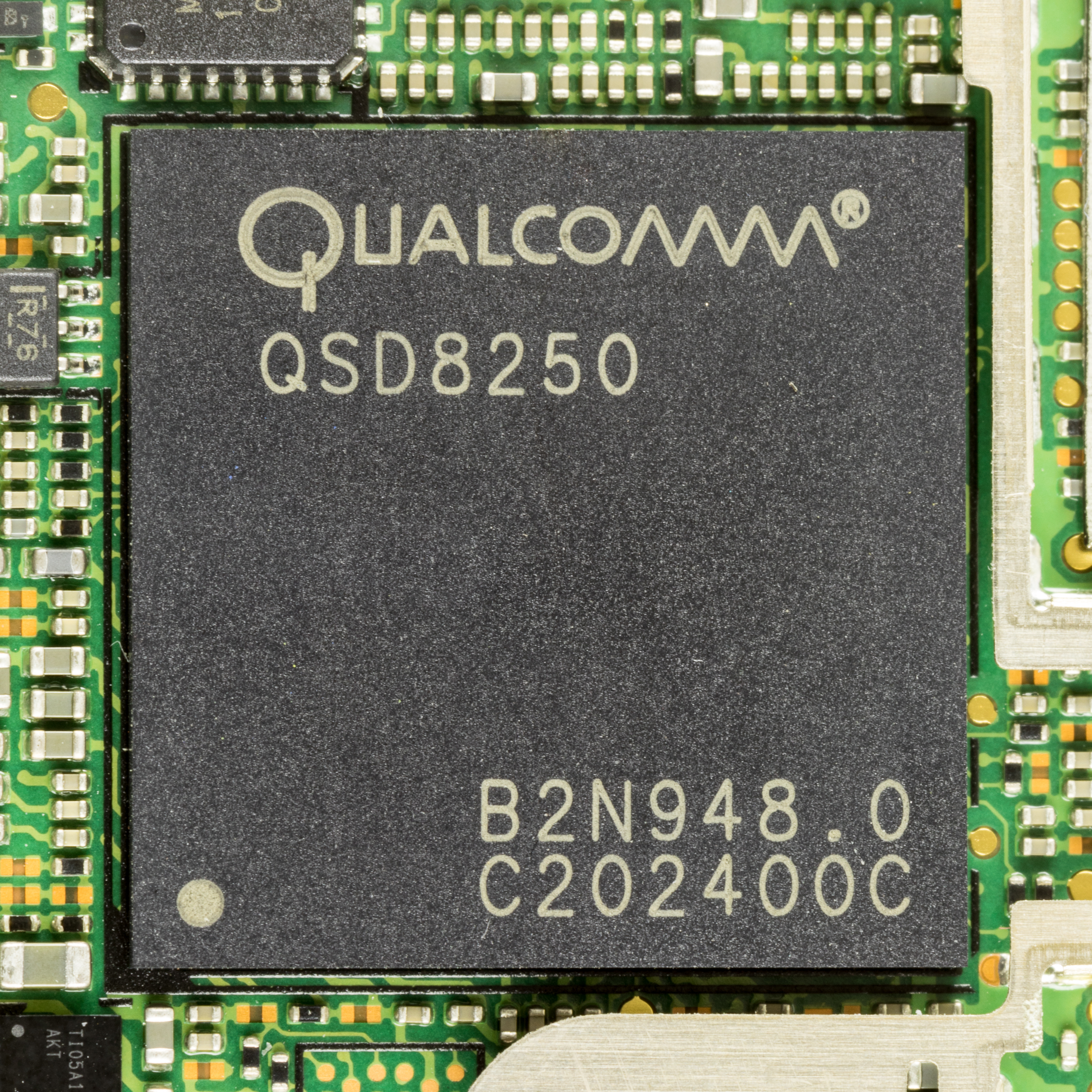
Qualcomm QSD8250

  - Sono stati immessi sul mercato i primi chipset della famiglia Snapdragon, il QSD8650 e il QSD8250.
- Giugno 2009
  - Qualcomm presenta alla convention Computex il Compal smartbook[4] e l'ASUS Eee PC, entrambi con il SoC Snapdragon e mossi dal sistema operativo Android di Google[5]. Allo stesso evento, ASUS però fa marcia indietro e "sconfessa" il Eee PC basato su Snapdragon e già mostrato da Qualcomm.[6][7]
- 7 dicembre 2009
  - L'LG eXpo è stato il primo telefono venduto in USA ad utilizzare il SoC Snapdragon.[8]
- 5 gennaio 2010
  - È stato commercializzato il Nexus One, prodotto da HTC, utilizzante Android OS 2.1 e mosso da un processore Snapdragon funzionante ad una frequenza di 1 GHz (Qualcomm QSD8250).[9]
- 29 aprile 2010
  - L'HTC Droid Incredible, che adotta il SoC Snapdragon QSD8650 ad 1 GHz, è immesso sul mercato (primo dispositivo Snapdragon disponibile sul network Verizon Wireless).
- 1º giugno 2010
  - Qualcomm annuncia i primi esemplari della serie MSM8x60 del SoC Snapdragon.[10]
- 4 giugno 2010
  - Vendita dell'HTC EVO 4G, che utilizza lo Snapdragon QSD8650 ad 1 GHz, e reso disponibile sul network Sprint Nextel. L'HTC EVO 4G è stato il primo telefono USA a supportare il WiMAX.[11][12]
- 17 novembre 2010
  - Qualcomm annuncia la roadmap per lo sviluppo della successiva generazione di SoC Snapdragon, incluso il MSM8960, citando i futuri miglioramenti nelle performance di CPU e GPU e più bassi consumi energetici[13]
- 5 gennaio 2011
  - Una versione di Microsoft Windows compilata per i processori ARM è mostrata in esecuzione su SoC Snapdragon al CES 2011.[14]
- 3 agosto 2011

Qualcomm annuncia di voler assegnare sigle molto più semplici (S1, S2, S3 e S4) ai diversi processori Snapdragon, in modo che il pubblico possa meglio comprendere la gamma dei prodotti: nelle nuove sigle, più il numero è alto, più avanzate sono le funzioni rese disponibili dal SoC (per esempio S4 è più performante di S3).
- 8 gennaio 2013

Qualcomm presenta al CES di Las Vegas la nuova generazione dei system-on-a-chip Snapdragon:
- Snapdragon 600, che è dotato di una CPU Krait 300 quad-core con frequenze fino a 1.9 GHz e una GPU Adreno 320, e consente prestazioni fino al 40% superiori allo Snapdragon S4 Pro;
- Snapdragon 800, che è dotato di una CPU Krait 400 quad-core con frequenze fino a 2.3 GHz e una GPU Adreno 330, e consente prestazioni fino al 75% superiori allo Snapdragon S4 Pro.

- Qualcomm annuncia i primi processori a 64-bit che saranno disponibili nel 2015.[16]
- Maggio 2016
  - Qualcomm presenta il nuovo system-on-chip Snapdragon 820. Per l'azienda americana si tratterebbe del 1° chipset al mondo dotato di un sistema di intelligenza artificiale in grado di funzionare anche senza l'ausilio di Cloud[17].
- 2017
  - Qualcomm presenta il chipset Snapdragon 835, comprendente CPU costruita con processo a 10 nanometri.
- Dicembre 2020
  - Qualcomm presenta il nuovo system-on-chip Snapdragon 888 5g.
- Ottobre 2023
  - Viene presentato il nuovo SoC Snapdragon X Elite con processo costruttivo a 4 nanometri che equipaggerà notebook.[18]
- Aprile 2024
  - Viene annunciata anche la versione depotenziata di X Elite: Snapdragon X PLus.[19]
- Ottobre 2024
  - Viene annunciato lo Snapdragon 8 Elite, che sostituisce la nomenclatura "Gen" in favore di "Elite" e discende dalla serie X Elite dei notebook.[20]

## Modelli

### Snapdragon S1
| Numero modello | Tecnologia semiconduttore | Set istruzioni CPU | CPU                          | CPU Cache  | GPU                          | Tecnologia memoria | Wireless Radio Technologies                                                                                       | Disponibilità |
| -------------- | ------------------------- | ------------------ | ---------------------------- | ---------- | ---------------------------- | ------------------ | --- | ------------- |
| MSM7225        | 65 nm                     | ARMv6              | Fino a 528 MHz ARM11         |            | Software rendered 2D support |                    | GSM (GPRS/EDGE), UMTS (HSPA)                                                                                      | 2007          |
| MSM7625        | 65 nm                     | ARMv6              | Fino a 528 MHz ARM11         |            | Software rendered 2D support |                    | GSM (GPRS/EDGE), CDMA (1× Rev. A, 1×EV-DO Rev. A), UMTS (HSPA)                                                    | 2007          |
| MSM7227        | 65 nm                     | ARMv6              | Fino a 800 MHz ARM11         |            | Adreno 200                   |                    | GSM (GPRS/EDGE), UMTS (HSPA)                                                                                      | 2008          |
| MSM7627        | 65 nm                     | ARMv6              | Fino a 800 MHz ARM11         |            | Adreno 200                   |                    | GSM (GPRS/EDGE), CDMA (1× Rev. A, 1×EV-DO Rev. A), UMTS (HSPA)                                                    | 2008          |
| MSM7225A       | 45 nm                     | ARMv7              | Fino a 800 MHz ARM Cortex-A5 |            | Adreno 200                   |                    | GSM (GPRS, EDGE), W-CDMA/UMTS (HSDPA, HSUPA), MBMS                                                                | Q4 2011       |
| MSM7625A       | 45 nm                     | ARMv7              | Fino a 800 MHz ARM Cortex-A5 |            | Adreno 200                   |                    | GSM (GPRS, EDGE), W-CDMA/UMTS (HSDPA, HSUPA), MBMS, CDMA2000 (1×RTT, 1×EV-DO Rel.0/Rev.A/Rev.B, 1×EV-DO MC Rev.A) | Q4 2011       |
| MSM7227A       | 45 nm                     | ARMv7              | Fino a 1.0 GHz ARM Cortex-A5 | L2: 256 kB | Adreno 200 (enhanced)        | 200 MHz LP-DDR1    | GSM (GPRS, EDGE), W-CDMA/UMTS (HSDPA, HSUPA), MBMS                                                                | Q4 2011       |
| MSM7627A       | 45 nm                     | ARMv7              | Fino a 1.0 GHz ARM Cortex-A5 | L2: 256 kB | Adreno 200 (enhanced)        | 200 MHz LP-DDR1    | GSM (GPRS, EDGE), W-CDMA/UMTS (HSDPA, HSUPA), MBMS, CDMA2000 (1×RTT, 1×EV-DO Rel.0/Rev.A/Rev.B, 1×EV-DO MC Rev.A) | Q4 2011       |
| QSD8250        | 65 nm                     | ARMv7              | Fino a 1 GHz Scorpion        | L2: 256 kB | Adreno 200                   |                    | GSM (GPRS, EDGE), UMTS/WCDMA (HSDPA, HSUPA), MBMS                                                                 | Q4 2008       |
| QSD8650        | 65 nm                     | ARMv7              | Fino a 1 GHz Scorpion        | L2: 256 kB | Adreno 200                   |                    | GSM (GPRS, EDGE), W-CDMA/UMTS (HSDPA, HSUPA), MBMS, CDMA2000 (1×RTT, 1×EV-DO Rel.0/Rev.A/Rev.B, 1×EV-DO MC Rev.A) | Q4 2008       |

### Snapdragon S2
| Numero modello | Tecnologia semiconduttore | Set istruzioni CPU | CPU                     | CPU Cache  | GPU        | Tecnologia memoria          | Wireless Radio Technologies | Disponibilità |
| -------------- | ------------------------- | ------------------ | ----------------------- | ---------- | ---------- | --------------------------- | --- | ------------- |
| MSM7230        | 45 nm                     | ARMv7              | Fino a 800 MHz Scorpion | L2: 256 kB | Adreno 205 |                             | GSM (GPRS, EDGE), W-CDMA/UMTS (HSDPA, HSUPA, HSPA+), MBMS                                                                       | Q2 2010       |
| MSM7630        | 45 nm                     | ARMv7              | Fino a 800 MHz Scorpion | L2: 256 kB | Adreno 205 |                             | GSM (GPRS, EDGE), W-CDMA/UMTS (HSDPA, HSUPA, HSPA+), MBMS, CDMA2000 (1×RTT, 1×EV-DO Rel.0/Rev.A/Rev.B, 1×EV-DO MC Rev.A, SV-DO) | Q2 2010       |
| APQ8055        | 45 nm                     | ARMv7              | Fino a 1.4 GHz Scorpion | L2: 256 kB | Adreno 205 | Dual-channel 333 MHz LPDDR2 | Lacks cellular antenna | Q2 2010       |
| MSM8255        | 45 nm                     | ARMv7              | Fino a 1.4 GHz Scorpion | L2: 384 kB | Adreno 205 | Dual-channel 500 MHz LPDDR2 | GSM (GPRS, EDGE), W-CDMA/UMTS (HSDPA, HSUPA, HSPA+), MBMS                                                                       | Q2 2010       |
| MSM8655        | 45 nm                     | ARMv7              | Fino a 1.4 GHz Scorpion | L2: 384 kB | Adreno 205 | Dual-channel 500 MHz LPDDR2 | GSM (GPRS, EDGE), W-CDMA/UMTS (HSDPA, HSUPA, HSPA+), MBMS, CDMA2000 (1×RTT, 1×EV-DO Rel.0/Rev.A/Rev.B)                          | Q2 2010       |

### Snapdragon S3
| Numero modello | Tecnologia semiconduttore | Set istruzioni CPU | CPU                               | CPU Cache  | GPU        | Tecnologia memoria                        | Wireless Radio Technologies                                                                                              | Disponibilità |
| -------------- | ------------------------- | ------------------ | --------------------------------- | ---------- | ---------- | ----------------------------------------- | --- | ------------- |
| APQ8060        | 45 nm                     | ARMv7              | Fino a 1.7 GHz Dual-core Scorpion | L2: 512 kB | Adreno 220 | Single-channel 500 MHz ISM/333 MHz LPDDR2 | Connectivity features not included (lacks cellular antenna)                                                              | 2011          |
| MSM8260        | 45 nm                     | ARMv7              | Fino a 1.7 GHz Dual-core Scorpion | L2: 512 kB | Adreno 220 | Single-channel 500 MHz ISM/333 MHz LPDDR2 | GSM (GPRS, EDGE), W-CDMA/UMTS (HSDPA, HSUPA, HSPA+), MBMS                                                                | Q3 2010       |
| MSM8660        | 45 nm                     | ARMv7              | Fino a 1.7 GHz Dual-core Scorpion | L2: 512 kB | Adreno 220 | Single-channel 500 MHz ISM/333 MHz LPDDR2 | GSM (GPRS, EDGE), W-CDMA/UMTS (HSDPA, HSUPA, HSPA+), MBMS, CDMA2000 (1×RTT, 1×EV-DO Rel.0/Rev.A/Rev.B, 1×EV-DO MC Rev.A) | Q3 2010       |

### Snapdragon S4
| Model Tier | Numero modello | Tecnologia semiconduttore | Set istruzioni CPU | CPU                                                                                     | CPU Cache                                | GPU                                          | Tecnologia memoria                | Wireless Radio Technologies | Disponibilità |
| ---------- | -------------- | ------------------------- | ------------------ | --------------------------------------------------------------------------------------- | ---------------------------------------- | -------------------------------------------- | --------------------------------- | --- | ------------- |
| Play       | MSM8225        | 45 nm                     | ARMv7              | Fino a 1 GHz Dual-core ARM Cortex-A5                                                    |                                          | Adreno 203 (FWVGA/FWVGA)                     |                                   | UMTS (GSM, GPRS, EDGE, HSPA) | 1H 2012       |
| Play       | MSM8625        | 45 nm                     | ARMv7              | Fino a 1.2 GHz Dual-core ARM Cortex-A5                                                  |                                          | Adreno 203 (FWVGA/FWVGA)                     |                                   | CDMA/UMTS (GSM, GPRS, EDGE, HSPA, 1×Rev.A, 1×EV-DO Rev.A/B)                                                                                            | 1H 2012       |
| Plus       | MSM8227        | 28 nm LP                  | ARMv7              | Fino a 1 GHz Dual-core Krait                                                            | L0: 4 kB+4 kB, L1: 16 kB+16 kB, L2: 1 MB | Adreno 305 (FWVGA/720p)                      |                                   | Bluetooth 4.0, 802.11n (2.4/5 GHz), UMTS (DC-HSPA+, TD-SCDMA)                                                                                          | 2H 2012       |
| Plus       | MSM8627        | 28 nm LP                  | ARMv7              | Fino a 1 GHz Dual-core Krait                                                            | L0: 4 kB+4 kB, L1: 16 kB+16 kB, L2: 1 MB | Adreno 305 (FWVGA/720p)                      |                                   | Bluetooth 4.0, 802.11n (2.4/5 GHz), CDMA/UMTS (HSPA+, 1× Adv./DOr0/A/B, SVDO-DB)                                                                       | 2H 2012       |
| Plus       | APQ8030        | 28 nm LP                  | ARMv7              | Fino a 1.2 GHz Dual-core Krait                                                          | L0: 4 kB+4 kB, L1: 16 kB+16 kB, L2: 1 MB | Adreno 305 (qHD/1080p)                       |                                   | Bluetooth 4.0, 802.11n (2.4/5 GHz), lacks cellular radio                                                                                               | 3Q 2012       |
| Plus       | MSM8230        | 28 nm LP                  | ARMv7              | Fino a 1.2 GHz Dual-core Krait                                                          | L0: 4 kB+4 kB, L1: 16 kB+16 kB, L2: 1 MB | Adreno 305 (qHD/1080p)                       | Single-channel 533 MHz LPDDR2     | Blutetooth 4.0, 802.11n (2.4/5 GHz), GSM (GPRS, EDGE), UMTS (DC-HSPA+, TD-SCDMA)                                                                       | Q3 2012       |
| Plus       | MSM8630        | 28 nm LP                  | ARMv7              | Fino a 1.2 GHz Dual-core Krait                                                          | L0: 4 kB+4 kB, L1: 16 kB+16 kB, L2: 1 MB | Adreno 305 (qHD/1080p)                       | Single-channel 533 MHz LPDDR2     | Bluetooth 4.0, 802.11n (2.4/5 GHz), GSM (GPRS, EDGE), CDMA/UMTS (HSPA+, 1× Adv./DOr0/A/B, SVDO-DB)                                                     | Q3 2012       |
| Plus       | MSM8930        | 28 nm LP                  | ARMv7              | Fino a 1.2 GHz Dual-core Krait                                                          | L0: 4 kB+4 kB, L1: 16 kB+16 kB, L2: 1 MB | Adreno 305 (qHD/1080p)                       | Single-channel 533 MHz LPDDR2     | Blutetooth 4.0, 802.11n (2.4/5 GHz), World Mode (LTE FDD/TDD CAT3, SVLTE-DB, TD-SCDMA, Rel9 DC-HSPA+, GSM/GPRS/EDGE, EGAL, 1× Adv., 1× EV-DO Rev. A/B) | Q3 2012       |
| Plus       | APQ8060A       | 28 nm LP                  | ARMv7              | Fino a 1.5 GHz Dual-core Krait                                                          | L0: 4 kB+4 kB, L1: 16 kB+16 kB, L2: 1 MB | Adreno 225 (WUXGA/1080p)                     |                                   | Bluetooth 4.0, 802.11n (2.4/5 GHz), lacks cellular radio                                                                                               | 2H 2012       |
| Plus       | MSM8260A       | 28 nm LP                  | ARMv7              | Fino a 1.5 GHz Dual-core Krait                                                          | L0: 4 kB+4 kB, L1: 16 kB+16 kB, L2: 1 MB | Adreno 225 (WUXGA/1080p)                     | Dual-channel 500 MHz LPDDR2       | Bluetooth 4.0, 802.11n (2.4/5 GHz), GSM (GPRS, EDGE), UMTS (DC-HSPA+, TD-SCDMA)                                                                        | Q1 2012       |
| Plus       | MSM8660A       | 28 nm LP                  | ARMv7              | Fino a 1.5 GHz Dual-core Krait                                                          | L0: 4 kB+4 kB, L1: 16 kB+16 kB, L2: 1 MB | Adreno 225 (WUXGA/1080p)                     | Dual-channel 500 MHz LPDDR2       | Bluetooth 4.0, 802.11n (2.4/5 GHz), CDMA/UMTS (HSPA+, 1× Adv./DOr0/A/B, SVDO-DB)                                                                       | Q1 2012       |
| Plus       | MSM8960        | 28 nm LP                  | ARMv7              | Fino a 1.5 GHz Dual-core Krait                                                          | L0: 4 kB+4 kB, L1: 16 kB+16 kB, L2: 1 MB | Adreno 225 (WUXGA/1080p)                     | Dual-channel 500 MHz LPDDR2       | Bluetooth 4.0, 802.11n (2.4/5 GHz), World Mode (LTE FDD/TDD CAT3, SVLTE-DB, TD-SCDMA, Rel9 DC-HSPA+, GSM/GPRS/EDGE, EGAL, 1× Adv., 1× EV-DO Rev. A/B)  | Q1 2012       |
| Pro        | MSM8960T       | 28 nm LP                  | ARMv7              | Fino a 1.7 GHz Dual-core Krait                                                          | L0: 4 kB+4 kB, L1: 16 kB+16 kB, L2: 1 MB | Adreno 320 (WUXGA/1080p) a 400 MHz           | Dual-channel 500 MHz LPDDR2       | Bluetooth 4.0, 802.11n (2.4/5 GHz), World Mode (LTE FDD/TDD CAT3, SVLTE-DB, TD-SCDMA, Rel9 DC-HSPA+, GSM/GPRS/EDGE, EGAL, 1× Adv., 1× EV-DO Rev. A/B)  | Q2 2012       |
| Pro        | MSM8960DT      | 28 nm LP                  | ARMv7              | Fino a 1.7 GHz Dual-core Krait 200, natural language processor and contextual processor | L0: 4 kB+4 kB, L1: 16 kB+16 kB, L2: 1 MB | Quad-core Adreno 320 (WUXGA/1080p) a 400 MHz | Dual-channel 500 MHz LPDDR2       | Bluetooth 4.0, 802.11n (2.4/5 GHz), World Mode (LTE FDD/TDD CAT3, SVLTE-DB, TD-SCDMA, Rel9 DC-HSPA+, GSM/GPRS/EDGE, EGAL, 1× Adv., 1× EV-DO Rev. A/B)  | Q3 2013       |
| Pro        | APQ8064        | 28 nm LP                  | ARMv7              | Fino a 1.7 GHz Quad-core Krait 300                                                      | L0: 4 kB+4 kB, L1: 16 kB+16 kB, L2: 2 MB | Adreno 320 (QXGA/1080p) a 400 MHz            | Dual-channel 533 MHz (8.5 GB/sec) | Bluetooth 4.0, 802.11n (2.4/5 GHz), lacks cellular radio                                                                                               | 2012          |
| Prime      | MPQ8064        | 28 nm LP                  | ARMv7              | Fino a 1.7 GHz Quad-core Krait                                                          | L0: 4 kB+4 kB, L1: 16 kB+16 kB, L2: 2 MB | Adreno 320 (FHD/1080p) a 400 MHz             | Dual-channel 533 MHz (8.5 GB/sec) | No Connectivity | 2012          |

### Snapdragon Serie 200
| Modello | Numero modello | Tecnologia semiconduttore | Set istruzioni CPU | CPU                                    | CPU Cache | GPU                                     | Tecnologia memoria RAM | Standard modem supportati                                                                       | Velocità massima download/upload          | Connettività                                                                           | Fotocamere | Disponibilità  |
| ------- | -------------- | ------------------------- | ------------------ | -------------------------------------- | --------- | --------------------------------------- | ---------------------- | ----------------------------------------------------------------------------------------------- | ----------------------------------------- | -------------------------------------------------------------------------------------- | --- | -------------- |
| 200     | 8225Q          | 45 nm LP                  | ARMv7              | Fino a 1.4 GHz quad-core ARM Cortex-A5 |           | Adreno 203 (WXGA/720p)                  | LPDDR2                 | UMTS (GSM, GPRS, EDGE, HSPA)                                                                    |                                           |                                                                                        | | 2013           |
| 200     | 8625Q          | 45 nm LP                  | ARMv7              | Fino a 1.4 GHz quad-core ARM Cortex-A5 |           | Adreno 203 (WXGA/720p)                  | LPDDR2                 | CDMA/UMTS (GSM, GPRS, EDGE, HSPA, 1×Rev.A, 1×EV-DO Rev.A/B)                                     |                                           |                                                                                        | | 2013           |
| 200     | 8210           | 28 nm LP                  | ARMv7              | Fino a 1.2 GHz dual-core ARM Cortex-A7 |           | Adreno 302 (WXGA/720p)                  | LPDDR2                 |                                                                                                 |                                           |                                                                                        | | 2013           |
| 200     | 8610           | 28 nm LP                  | ARMv7              | Fino a 1.2 GHz dual-core ARM Cortex-A7 |           | Adreno 302 (WXGA/720p)                  | LPDDR2                 |                                                                                                 |                                           |                                                                                        | | 2013           |
| 200     | 8212           | 28 nm LP                  | ARMv7              | Fino a 1.2 GHz quad-core ARM Cortex-A7 |           | Adreno 302 (WXGA/720p)                  | LPDDR2                 |                                                                                                 |                                           |                                                                                        | | 2013           |
| 200     | 8612           | 28 nm LP                  | ARMv7              | Fino a 1.2 GHz quad-core ARM Cortex-A7 |           | Adreno 302 (WXGA/720p)                  | LPDDR2                 |                                                                                                 |                                           |                                                                                        | | 2013           |
| 205     |                | 28 nm LP                  | ARMv7              | Fino a 1.1 GHz dual-core ARM Cortex-A7 |           | Adreno 304 (display VGA)                | LPDDR2 LPDDR3          | HSPA+, GSM, TD-SCDMA, DSDS.                                                                     | LTE 150 Mbps (download), 50 Mbps (upload) | Wi-Fi 802.11 a/b/g/n; Bluetooth 4.1; GPS, A-GPS, GLONASS, BDS, OTDOA; USB 2.0.         | Fino a 3 MP (posteriore), fino al VGA (anteriore); registrazione video 480p@30fps, riproduzione video 720p, codec H264, MP4, VP8. | Marzo 2017     |
| 208     | 8208           | 28 nm LP                  | ARMv7              | Fino a 1.1 GHz dual-core ARM Cortex-A7 |           | Adreno 304 (display 540p, 960x540, qHD) | LPDDR2-400 LPDDR3-400  | WCDMA (3C-HSDPA, DC-HSUPA), TD-SCDMA, CDMA 1x, EV-DO, GSM/EDGE.                                 | 42 Mbps (download)                        | Wi-Fi 802.11 a/b/g/n; Bluetooth 4.1 LE; GPS, A-GPS, GLONASS, BDS, OTDOA; NFC; USB 2.0. | Fino a 5 MP (posteriore), registrazione video 720p, riproduzione video 720p, codec H264, H265.                                    | Settembre 2014 |
| 210     | 8909           | 28 nm Lp                  | ARMv7              | Fino a 1.1 GHz quad-core ARM Cortex-A7 |           | Adreno 304 (display WXGA/720p)          | LPDDR3-533 LPDDR3-533  | LTE FDD, LTE TDD, LTE Broadcast, WCDMA (DC-HSDPA, DC-HSUPA), TD-SCDMA, CDMA 1x, EV-DO, GSM/EDGE | LTE 150 Mbps (download), 50 Mbps (upload) | Wi-Fi 802.11 a/b/g/n; Bluetooth 4.1 LE; GPS, A-GPS, GLONASS, BDS, OTDOA; NFC; USB 2.0. | Fino a 8 MP (posteriore), registrazione video 720p, riproduzione video 1080p, codec H264, H265.                                   | Settembre 2014 |
| 212     | 8909v2         | 28 nm LP                  | ARMv7              | Fino a 1.3 GHz quad-core ARM Cortex-A7 |           | Adreno 304 (display WXGA/720p)          | LPDDR2-533 LPDDR3-533  | LTE FDD, LTE TDD, LTE Broadcast, WCDMA (DC-HSDPA, DC-HSUPA), TD-SCDMA, CDMA 1x, EV-DO, GSM/EDGE | LTE 150 Mbps (download), 50 Mbps (upload) | Wi-Fi 802.11 a/b/g/n; Bluetooth 4.1 LE; GPS, A-GPS, GLONASS, BDS, OTDOA; NFC; USB 2.0. | Fino a 8 MP (posteriore), registrazione video 720p, riproduzione video 1080p, codec H264, H265.                                   | Q4-2015        |

### Snapdragon Serie 400
Snapdragon 410 system on a chip è stato annunciato il 9 dicembre 2013, ed è il primo sistema mobile su un chip a 64-bit di Qualcomm. Tra le caratteristiche si nota Multimode 4G LTE, Bluetooth, Wi-Fi, NFC, GPS, GLONASS e BeiDou, e contiene la GPU Adreno 306. Supporta uno schermo a 1080p e una videocamera da 13 Megapixel.
| Modello | Numero Modello | Tecnologia semiconduttore | Set istruzioni CPU | CPU                                      | CPU Cache                                                  | GPU                                                       | DSP                     | Tecnologia Memoria RAM                                                                              | Standard modem supportati                                                                       | Velocità massima download/upload                                                           | Connettività                                                                                                  | Fotocamere                                                                                                | Disponibilità |
| ------- | -------------- | ------------------------- | ------------------ | ---------------------------------------- | ---------------------------------------------------------- | --------------------------------------------------------- | ----------------------- | --------------------------------------------------------------------------------------------------- | ----------------------------------------------------------------------------------------------- | ------------------------------------------------------------------------------------------ | --- | --- | ------------- |
| 400     | 8026           | 28 nm LP                  | ARMv7              | Fino a 1.2 GHz, quad-core Cortex-A7      | L1: 32 KB L2: 512 KB                                       | Adreno 305 (display 1900 x 1200 o WUXGA)                  | Hexagon QDSP6V4         | LPDDR2/3 (533 MHz)                                                                                  | -                                                                                               | -                                                                                          | Wi-Fi 802.11 a/b/g/n/ac, Bluetooth 4.0, GPS, A-GPS, GLONASS, BDS, NFC (solo alcune versioni), USB 2.0.        | Fino a 13,5 MP (posteriore), registrazione video 1080p@30fps, riproduzione video 1080p, codec H264, H265. | Q4 2013       |
| 400     | 8226           | 28 nm LP                  | ARMv7              | Fino a 1.2 GHz, quad-core Cortex-A7      | L1: 32 KB L2: 512 KB                                       | Adreno 305 (display 1900 x 1200 o WUXGA)                  | Hexagon QDSP6V4         | LPDDR2/3 (533 MHz)                                                                                  | GSM, GPRS, EDGE, UMTS, HSPA+                                                                    | 21 Mbps (download)                                                                         | Wi-Fi 802.11 a/b/g/n/ac, Bluetooth 4.0, GPS, A-GPS, GLONASS, BDS, NFC (solo alcune versioni), USB 2.0.        | Fino a 13,5 MP (posteriore), registrazione video 1080p@30fps, riproduzione video 1080p, codec H264, H265. | Q4 2013       |
| 400     | 8626           | 28 nm LP                  | ARMv7              | Fino a 1.2 GHz, quad-core Cortex-A7      | L1: 32 KB L2: 512 KB                                       | Adreno 305 (display 1900 x 1200 o WUXGA)                  | Hexagon QDSP6V4         | LPDDR2/3 (533 MHz)                                                                                  | 3G CDMA                                                                                         |                                                                                            | Wi-Fi 802.11 a/b/g/n/ac, Bluetooth 4.0, GPS, A-GPS, GLONASS, BDS, NFC (solo alcune versioni), USB 2.0.        | Fino a 13,5 MP (posteriore), registrazione video 1080p@30fps, riproduzione video 1080p, codec H264, H265. | Q4 2013       |
| 400     | 8926           | 28 nm LP                  | ARMv7              | Fino a 1.2 GHz, quad-core Cortex-A7      | L1: 32 KB L2: 512 KB                                       | Adreno 305 (display 1900 x 1200 o WUXGA)                  | Hexagon QDSP6V4         | LPDDR2/3 (533 MHz)                                                                                  | 4G LTE (cat. 4)                                                                                 | 150 Mbps (download), 50 Mbps (upload)                                                      | Wi-Fi 802.11 a/b/g/n/ac, Bluetooth 4.0, GPS, A-GPS, GLONASS, BDS, NFC (solo alcune versioni), USB 2.0.        | Fino a 13,5 MP (posteriore), registrazione video 1080p@30fps, riproduzione video 1080p, codec H264, H265. | Q4 2013       |
| 400     | 8028           | 28 nm LP                  | ARMv7              | Fino a 1.6 GHz, quad-core Cortex-A7      | L1: 32 KB L2: 512 KB                                       | Adreno 305 (display 1900 x 1200 o WUXGA)                  | Hexagon QDSP6           | LPDDR2/3 (533 MHz)                                                                                  | -                                                                                               | -                                                                                          | Wi-Fi 802.11 a/b/g/n/ac, Bluetooth 4.0, GPS, A-GPS, GLONASS, BDS, NFC (solo alcune versioni), USB 2.0.        | Fino a 13,5 MP (posteriore), registrazione video 1080p@30fps, riproduzione video 1080p, codec H264, H265. | Q4 2013       |
| 400     | 8228           | 28 nm LP                  | ARMv7              | Fino a 1.6 GHz, quad-core Cortex-A7      | L1: 32 KB L2: 512 KB                                       | Adreno 305 (display 1900 x 1200 o WUXGA)                  | Hexagon QDSP6           | LPDDR2/3 (533 MHz)                                                                                  | 3G                                                                                              |                                                                                            | Wi-Fi 802.11 a/b/g/n/ac, Bluetooth 4.0, GPS, A-GPS, GLONASS, BDS, NFC (solo alcune versioni), USB 2.0.        | Fino a 13,5 MP (posteriore), registrazione video 1080p@30fps, riproduzione video 1080p, codec H264, H265. | Q4 2013       |
| 400     | 8628           | 28 nm LP                  | ARMv7              | Fino a 1.6 GHz, quad-core Cortex-A7      | L1: 32 KB L2: 512 KB                                       | Adreno 305 (display 1900 x 1200 o WUXGA)                  | Hexagon QDSP6           | LPDDR2/3 (533 MHz)                                                                                  | 3G CDMA                                                                                         |                                                                                            | Wi-Fi 802.11 a/b/g/n/ac, Bluetooth 4.0, GPS, A-GPS, GLONASS, BDS, NFC (solo alcune versioni), USB 2.0.        | Fino a 13,5 MP (posteriore), registrazione video 1080p@30fps, riproduzione video 1080p, codec H264, H265. | Q4 2013       |
| 400     | 8928           | 28 nm LP                  | ARMv7              | Fino a 1.6 GHz, quad-core Cortex-A7      | L1: 32 KB L2: 512 KB                                       | Adreno 305 (display 1900 x 1200 o WUXGA)                  | Hexagon QDSP6           | LPDDR2/3 (533 MHz)                                                                                  | 4G LTE (cat. 4)                                                                                 | 150 Mbps (download), 50 Mbps (upload)                                                      | Wi-Fi 802.11 a/b/g/n/ac, Bluetooth 4.0, GPS, A-GPS, GLONASS, BDS, NFC (solo alcune versioni), USB 2.0.        | Fino a 13,5 MP (posteriore), registrazione video 1080p@30fps, riproduzione video 1080p, codec H264, H265. | Q4 2013       |
| 400     | 8230           | 28 nm LP                  | ARMv7              | Fino a 1.2 GHz, dual-core Krait 200      | L1: 32 KB L2: 1 MB                                         | Adreno 305 (display 1900 x 1200 o WUXGA)                  | Hexagon QDSP6V4 500 MHz | LPDDR2 (533 MHz)                                                                                    | 3G                                                                                              |                                                                                            | Wi-Fi 802.11 a/b/g/n/ac, Bluetooth 4.0, GPS, A-GPS, GLONASS, BDS, NFC (solo alcune versioni), USB 2.0.        | Fino a 13,5 MP (posteriore), registrazione video 1080p@30fps, riproduzione video 1080p, codec H264, H265. | Q4 2013       |
| 400     | 8630           | 28 nm LP                  | ARMv7              | Fino a 1.2 GHz, dual-core Krait 200      | L1: 32 KB L2: 1 MB                                         | Adreno 305 (display 1900 x 1200 o WUXGA)                  | Hexagon QDSP6V4 500 MHz | LPDDR2 (533 MHz)                                                                                    | 3G CDMA                                                                                         |                                                                                            | Wi-Fi 802.11 a/b/g/n/ac, Bluetooth 4.0, GPS, A-GPS, GLONASS, BDS, NFC (solo alcune versioni), USB 2.0.        | Fino a 13,5 MP (posteriore), registrazione video 1080p@30fps, riproduzione video 1080p, codec H264, H265. | Q4 2013       |
| 400     | 8930           | 28 nm LP                  | ARMv7              | Fino a 1.2 GHz, dual-core Krait 200      | L1: 32 KB L2: 1 MB                                         | Adreno 305 (display 1900 x 1200 o WUXGA)                  | Hexagon QDSP6V4 500 MHz | LPDDR2 (533 MHz)                                                                                    | 4G LTE (cat. 4)                                                                                 | 150 Mbps (download), 50 Mbps (upload)                                                      | Wi-Fi 802.11 a/b/g/n/ac, Bluetooth 4.0, GPS, A-GPS, GLONASS, BDS, NFC (solo alcune versioni), USB 2.0.        | Fino a 13,5 MP (posteriore), registrazione video 1080p@30fps, riproduzione video 1080p, codec H264, H265. | Q4 2013       |
| 400     | 8930AA         | 28 nm LP                  | ARMv7              | Fino a 1.4 GHz, dual-core Krait 300      | L1: 32 KB L2: 1 MB                                         | Adreno 305 (display 1900 x 1200 o WUXGA)                  | Hexagon QDSP6V4 500 MHz | LPDDR2 (533 MHz)                                                                                    | 4G LTE (cat. 4)                                                                                 | 150 Mbps (download), 50 Mbps (upload)                                                      | Wi-Fi 802.11 a/b/g/n/ac, Bluetooth 4.0, GPS, A-GPS, GLONASS, BDS, NFC (solo alcune versioni), USB 2.0.        | Fino a 13,5 MP (posteriore), registrazione video 1080p@30fps, riproduzione video 1080p, codec H264, H265. | Q4 2013       |
| 400     | 8030AB         | 28 nm LP                  | ARMv7              | Fino a 1.7 GHz, dual-core Krait 300      | L1: 32 KB L2: 1 MB                                         | Adreno 305 (display 1900 x 1200 o WUXGA)                  | Hexagon QDSP6V4 500 MHz | LPDDR2 (533 MHz)                                                                                    | -                                                                                               | -                                                                                          | Wi-Fi 802.11 a/b/g/n/ac, Bluetooth 4.0, GPS, A-GPS, GLONASS, BDS, NFC (solo alcune versioni), USB 2.0.        | Fino a 13,5 MP (posteriore), registrazione video 1080p@30fps, riproduzione video 1080p, codec H264, H265. | Q4 2013       |
| 400     | 8230AB         | 28 nm LP                  | ARMv7              | Fino a 1.7 GHz, dual-core Krait 300      | L1: 32 KB L2: 1 MB                                         | Adreno 305 (display 1900 x 1200 o WUXGA)                  | Hexagon QDSP6V4 500 MHz | LPDDR2 (533 MHz)                                                                                    | 3G                                                                                              |                                                                                            | Wi-Fi 802.11 a/b/g/n/ac, Bluetooth 4.0, GPS, A-GPS, GLONASS, BDS, NFC (solo alcune versioni), USB 2.0.        | Fino a 13,5 MP (posteriore), registrazione video 1080p@30fps, riproduzione video 1080p, codec H264, H265. | Q4 2013       |
| 400     | 8630AB         | 28 nm LP                  | ARMv7              | Fino a 1.7 GHz, dual-core Krait 300      | L1: 32 KB L2: 1 MB                                         | Adreno 305 (display 1900 x 1200 o WUXGA)                  | Hexagon QDSP6V4 500 MHz | LPDDR2 (533 MHz)                                                                                    | 3G CDMA                                                                                         |                                                                                            | Wi-Fi 802.11 a/b/g/n/ac, Bluetooth 4.0, GPS, A-GPS, GLONASS, BDS, NFC (solo alcune versioni), USB 2.0.        | Fino a 13,5 MP (posteriore), registrazione video 1080p@30fps, riproduzione video 1080p, codec H264, H265. | Q4 2013       |
| 400     | 8930AB         | 28 nm LP                  | ARMv7              | Fino a 1.7 GHz, dual-core Krait 300      | L1: 32 KB L2: 1 MB                                         | Adreno 305 (display 1900 x 1200 o WUXGA)                  | Hexagon QDSP6V4 500 MHz | LPDDR2 (533 MHz)                                                                                    | 4G LTE (cat. 4)                                                                                 | 150 Mbps (download), 50 Mbps (upload)                                                      | Wi-Fi 802.11 a/b/g/n/ac, Bluetooth 4.0, GPS, A-GPS, GLONASS, BDS, NFC (solo alcune versioni), USB 2.0.        | Fino a 13,5 MP (posteriore), registrazione video 1080p@30fps, riproduzione video 1080p, codec H264, H265. | Q4 2013       |
| 410     | 8916           | 28 nm LP                  | ARMv8              | Fino a 1.4 GHz quad-core ARM Cortex-A53  |                                                            | Adreno 306 (display al max 1920 x 1200 o WUXGA o Full HD) | Hexagon QDSP6           | LPDDR2/3 533 MHz (4.2 GB/s)                                                                         | LTE FDD, LTE TDD, LTE Broadcast, WCDMA (DC-HSDPA, DC-HSUPA), TD-SCDMA, CDMA 1x, EV-DO, GSM/EDGE | 150 Mbps (download), 50 Mbps (upload)                                                      | WiFi 802.11 n, Bluetooth 4.1, GPS, A-GPS, GLONASS, BDS, NFC, USB 2.0.                                         | Fino a 13,5 MP (posteriore), registrazione video 1080p@30fps, riproduzione video 1080p, codec H264, H265. | Q4 2013       |
| 410E    | 8016E          | 28 nm LP                  | ARMv8              | Fino a 1.2 GHz quad-core ARM Cortex-A53  | Adreno 306 (display al max 1920 x 1200)                    | -                                                         | Hexagon QDSP6           | LPDDR2/3 533 MHz (4.2 GB/s)                                                                         | -                                                                                               | WiFi 802.11 a/b/g/n, Bluetooth 4.1 LE, GPS, USB 2.0.                                       | Fino a 13 MP (posteriore), registrazione video 1080p@30fps, riproduzione video 1080p, codec H264.             | Settembre 2016                                                                                            |               |
| 412     | 8916           | 28 nm LP                  | ARMv8              | Fino a 1.4 GHz quad-core ARM Cortex-A53  | Adreno 306 (display al max 1920 x 1200 o WUXGA o Full HD)  | LPDDR2/3 600 MHz                                          | Hexagon QDSP6           | LTE FDD, LTE TDD, LTE Broadcast, WCDMA (DC-HSDPA, DC-HSUPA), TD-SCDMA, CDMA 1x, EV-DO, GSM/EDGE     | 150 Mbps (download), 50 Mbps (upload)                                                           | WiFi 802.11 a/b/g/n/ac, Bluetooth 4.1, GPS, A-GPS, GLONASS, BDS, NFC, USB 2.0.             | Fino a 13.5 MP (posteriore), registrazione video 1080p@30fps, riproduzione video 1080p, codec H264, H265.     | Agosto 2015                                                                                               |               |
| 415     | 8929           | 28 nm LP                  | ARMv8              | Fino a 1.4 GHz octa-core ARM Cortex- A53 | Adreno 405 (display al max 1920 x 1200 o WUXGA o 720p)     | Hexagon V50                                               | LPDDR3 667 MHz          | LTE FDD, LTE TDD, LTE Broadcast, WCDMA (DC-HSDPA, DC-HSUPA), TD-SCDMA, CDMA 1x, EV-DO, GSM/EDGE     | 150 Mbps (download), 50 Mbps (upload)                                                           | WiFi 802.11 a/b/g/n/ac, Bluetooth 4.1 LE, GPS, A-GPS, GLONASS, BDS, USB 2.0.               | Fino a 13 MP (posteriore), registrazione video 1080p@30fps, riproduzione video 1080p, codec H264, H265.       | Febbraio 2015                                                                                             |               |
| 425     | 8917           | 28 nm LP                  | ARMv8              | Fino a 1.4 GHz quad-core ARM Cortex-A53  | Adreno 308 (display al max 1280 x 800 o 720p o WXGA)       | Hexagon 536                                               | LPDDR3 667 MHz          | LTE FDD, LTE TDD, WCDMA (DB-DC-HSDPA, DC-HSUPA), TD-SCDMA, CDMA 1x, EV-DO, GSM/EDGE.                | 150 Mbps (download), 75 Mbps (upload)                                                           | WiFi 802.11 a/b/g/n/ac, Bluetooth 4.1 LE, GPS, A-GPS, GLONASS, BDS, NFC, USB 2.0.          | Fino a 16 MP (posteriore), registrazione video 1080p@30fps, riproduzione video 1080p, codec H264, H265.       | Febbraio 2016                                                                                             |               |
| 427     | 8920           | 28 nm LP                  | ARMv8              | Fino a 1.4 GHz quad-core ARM Cortex-A53  | Adreno 308 (display al max 1280 x 800 o 720p o WXGA)       | Hexagon 536                                               | LPDDR3 667 MHz          | LTE FDD, LTE TDD, WCDMA (DB-DC-HSDPA, DC-HSUPA), TD-SCDMA, CDMA 1x, EV-DO, GSM/EDGE.                | 300 Mbps (download), 150 Mbps (upload)                                                          | WiFi 802.11 a/b/g/n/ac, Bluetooth 4.1 LE, GPS, A-GPS, GLONASS, BDS, NFC, USB 2.0.          | Fino a 16 MP (posteriore), registrazione video 1080p@30fps, riproduzione video 1080p, codec H264, H265.       | Ottobre 2016                                                                                              |               |
| 430     | 8937           | 28 nm LP                  | ARMv8              | Fino a 1.4 GHz octa-core ARM Cortex-A53  | Adreno 505 (display al max 1920 x 1200 o Full HD o WUXGA)  | Hexagon 536                                               | LPDDR3 800 MHz          | LTE FDD, LTE TDD, LTE Broadcast, WCDMA (DC-HSDPA, DC-HSUPA), TD-SCDMA, CDMA 1x, EV-DO, GSM/EDGE     | 150 Mbps (download), 75 Mbps (upload)                                                           | WiFi 802.11 a/b/g/n/ac, Bluetooth 4.1 LE, GPS, A-GPS, GLONASS, BDS, NFC, USB 2.0.          | Fino a 21 MP (posteriore), registrazione video 1080p@30fps, riproduzione video 1080p, codec H264, H265.       | Settembre 2015                                                                                            |               |
| 435     | 8940           | 28 nm LP                  | ARMv8              | Fino a 1.4 GHz octa-core ARM Cortex-A53  | Adreno 505 (display al max 1920 x 1200 o Full HD o WUXGA)  | Hexagon 536                                               | LPDDR3 800 MHz          | LTE FDD, LTE TDD, LTE Broadcast, WCDMA (DB-DC-HSDPA, DC-HSUPA), TD-SCDMA, CDMA 1x, EV-DO, GSM/EDGE. | 300 Mbps (download), 100 Mbps (upload)                                                          | WiFi 802.11 a/b/g/n/ac, Bluetooth 4.1 LE, GPS, A-GPS, GLONASS, BDS, Galileo, NFC, USB 2.0. | Fino a 21 MP (posteriore), registrazione video 1080p@30fps, riproduzione video 1080p, codec H264, H265.       | Febbraio 2016                                                                                             |               |
| 450     |                | 14 nm LPP                 | ARMv8              | Fino a 1.8 GHz octa-core ARM Cortex-A53  | Adreno 506 (display al max Full HD o FHD+ in 18:9 o WUXGA) | Hexagon 546                                               | LPDDR3 933 MHz          | LTE FDD, LTE TDD, LTE Broadcast, WCDMA (DB-DC-HSDPA, DC-HSUPA), TD-SCDMA, CDMA 1x, EV-DO, GSM/EDGE. | 300 Mbps (download), 150 Mbps (upload)                                                          | WiFi 802.11 a/b/g/n/ac, Bluetooth 4.1 LE, GPS, A-GPS, GLONASS, BDS, Galileo, NFC, USB 2.0. | Fino a 13 MP (posteriore), registrazione video 1080p@30fps, riproduzione video 1080p@30fps, codec H264, H265. | Giugno 2017                                                                                               |               |

### Snapdragon Serie 600
Lo Snapdragon 615 è stato annunciato il 24 febbraio 2014, è il primo SoC octa-core della Qualcomm.
| Sigla modello | Numero modello                          | Tecnologia semiconduttore | Set istruzioni CPU | CPU                                                      | CPU Cache                                  | GPU                                               | DSP                      | Tecnologia memoria RAM                       | Standard modem supportati                                                                                 | Velocità max download/upload          | Connettività                                                     | Fotocamere | Disponibilità |
| ------------- | --------------------------------------- | ------------------------- | ------------------ | -------------------------------------------------------- | ------------------------------------------ | ------------------------------------------------- | ------------------------ | -------------------------------------------- | --- | ------------------------------------- | ---------------------------------------------------------------- | ---------- | ------------- |
| 600           | 8064T                                   | 28 nm LP                  | ARMv7              | Fino a 1.9 GHz Quad-core Krait 300                       | L0: 4 kB+ 4 kB, L1: 16 kB+ 16 kB, L2: 2 MB | Adreno 320 (schermo al max QXGA o 1080p) @400 MHz | Hexagon QDSP6V4 @500 MHz | LPDDR3 a doppio canale @533 MHz (8.5 GB/sec) | |                                       | Bluetooth 4.0, 802.11a/b/g/n/ac (2.4/5 GHz)                      |            | Q1 2013       |
| 600           | APQ8064–1AA (Pubblicizzato come S4 Pro) | 28 nm LP                  | ARMv7              | Fino a 1.5 GHz Quad-core Krait 300                       | L0: 4 kB+ 4 kB, L1: 16 kB+ 16 kB, L2: 2 MB | Adreno 320 (schermo al max FHD o 1080p) @400 MHz  | Hexagon QDSP6V4 @500 MHz | DDR3L-1600 (12.8 GB/sec)                     | |                                       | Bluetooth 4.0, 802.11a/b/g/n/ac (2.4/5 GHz)                      |            | 2013          |
| 600           | 8064M                                   | 28 nm LP                  | ARMv7              | Fino a 1.7 GHz Quad-core Krait 300                       | L0: 4 kB+ 4 kB, L1: 16 kB+ 16 kB, L2: 2 MB | Adreno 320 (schermo al max FHD o 1080p) @400 MHz  | Hexagon QDSP6V4 @500 MHz | LPDDR3 a doppio canale @533 MHz (8.5 GB/sec) | - | -                                     | -                                                                |            | 2013          |
| 600           | 8064AB                                  | 28 nm LP                  | ARMv7              | Fino a 1.9 GHz Quad-core Krait 300                       | L0: 4 kB+ 4 kB, L1: 16 kB+ 16 kB, L2: 2 MB | Adreno 320 (schermo al max QXGA o 1080p) @450 MHz | Hexagon QDSP6V4 @500 MHz | LPDDR3 a doppio canale @600 MHz              | - | -                                     |                                                                  |            |               |
| 600E          | 8064E                                   | 28 nm LP                  | ARMv7              | Fino a 1.5 GHz Quad-core Krait 300                       |                                            | Adreno 320 (schermo al max 2048 x 1536)           |                          | LPDDR3/3L a doppio canale @533 MHz           | |                                       |                                                                  |            |               |
| 602A          |                                         | 28 nm LP                  | ARMv7              | Fino a 1.5 GHz Quad-core Krait 300                       | Hexagon V40@600 MHz                        | Adreno 320 (schermo al max 2048 x 1536)           |                          | LPDDR3/3L a doppio canale @533 MHz           | |                                       |                                                                  | Q1 2014    |               |
| 610           | 8936                                    | 28 nm LP                  | ARMv8              | Quad-Core 1.7 GHz Cortex-A53                             |                                            | Adreno 405                                        | Hexagon V50 DSP @700 MHz | LPDDR3 a canale singolo @800 MHz (6.4Gbps)   | X5 LTE (supporta LTE FDD, LTE TDD, WCDMA (3C-HSDPA, DC-HSUPA), CDMA1x, EV-DO Rev. B, TD-SCDMA e GSM/EDGE) | 150 Mbps (download), 50 Mbps (upload) | Bluetooth 4.0, Qualcomm VIVE 802.11ac NFC, GPS, GLONASS, BeiDou. |            | Q3 2014       |
| 615           | 8939                                    | 28 nm LP                  | ARMv8              | Quad-core 1.7 GHz ARM Cortex A53 + quad-core 1.0 GHz A53 |                                            | Adreno 405                                        | Hexagon V50 DSP @700 MHz | LPDDR3 a canale singolo @800 MHz (6.4Gbps)   | X5 LTE (supporta LTE FDD, LTE TDD, WCDMA (3C-HSDPA, DC-HSUPA), CDMA1x, EV-DO Rev. B, TD-SCDMA e GSM/EDGE) | 150 Mbps (download), 50 Mbps (upload) | Bluetooth 4.0, Qualcomm VIVE 802.11ac NFC, GPS, GLONASS, BeiDou. |            | Q3 2014       |
| 616           | 8939v2                                  | 28 nm LP                  | ARMv8              | 4 + 4 Octa-core (1.7 GHz + 1.2 GHz Cortex-A53)           |                                            | Adreno 405                                        | Hexagon V50 DSP @700 MHz | LPDDR3 a canale singolo @800 MHz (6.4Gbps)   | X5 LTE (supporta LTE FDD, LTE TDD, WCDMA (3C-HSDPA, DC-HSUPA), CDMA1x, EV-DO Rev. B, TD-SCDMA e GSM/EDGE) | 150 Mbps (download), 50 Mbps (upload) | Bluetooth 4.0, Qualcomm VIVE 802.11ac NFC, GPS, GLONASS, BeiDou. |            | Q3 2015       |
| 617           |                                         | 28 nm LP                  | ARMv8              |                                                          |                                            |                                                   |                          |                                              | |                                       |                                                                  |            |               |
| 625           |                                         | 14 nm LPP                 | ARMv8              |                                                          |                                            |                                                   |                          |                                              | |                                       |                                                                  |            |               |
| 626           |                                         | 14 nm LPP                 | ARMv8              |                                                          |                                            |                                                   |                          |                                              | |                                       |                                                                  |            |               |
| 630           |                                         | 14 nm LPP                 | ARMv8              |                                                          |                                            |                                                   |                          |                                              | |                                       |                                                                  |            |               |
| 636           |                                         | 14 nm LPP                 | ARMv8              |                                                          |                                            | Adreno 509                                        |                          |                                              | |                                       |                                                                  |            |               |
| 650           |                                         | 28 nm HPm                 | ARMv8              |                                                          |                                            |                                                   |                          |                                              | |                                       |                                                                  |            |               |
| 652           |                                         | 28 nm HPm                 | ARMv8              | Quad-core 1.8 GHz ARM Cortex A72 + quad-core 1.2 GHz A53 |                                            | Adreno 510                                        |                          |                                              | |                                       |                                                                  |            |               |
| 653           |                                         | 28 nm HPm                 | ARMv8              |                                                          |                                            |                                                   |                          |                                              | |                                       |                                                                  |            |               |
| 660           |                                         | 14 nm LPP                 | ARMv8              |                                                          |                                            | Adreno 512                                        |                          |                                              | |                                       |                                                                  |            |               |

### Snapdragon Serie 700
Qualcomm Snapdragon 660, octa-core Kyro 260 fino a 2.2. GHz, 64-bit, GPU Adreno 512, video 4K@30fps e slo-mo 1080p@120fps, fotocamera singola fino a 25 MP, modem X12 LTE, fino a 600 Mbps in download e 150 in upload.
Qualcomm Snapdragon 710, octa-core Kyro 360 fino a 2.2. GHz, 64-bit, GPU Adreno 616, video 4K@30fps e slo-mo 1080p@120fps, fotocamera singola fino a 32 MP e doppia fino a 20 MP, modem X15 LTE, fino a 800 Mbps in download e 150 in upload.

### Snapdragon Serie 800
Lo Snapdragon 805 viene presentato a settembre 2014 e ha queste caratteristiche salienti:
- CPU Krait 450 quad-core con frequenza di 2.7 GHz (ARMv7 a 32 bit);
- 16 KiB di cache L1 per core;
- 2 MiB di cache L2 per core;
- Video upscalati e riprodotti fino al 4K UHD;
- Supporto fino a 2 fotocamere;
- GPU Adreno 420;
- Decodifica H.265/HEVC in 4K[84];
- 25.6 GB/s di banda di memoria;
- GPS OneGen 8B con GLONASS;
- USB 2.0 e 3.0;
- Processo costruttivo a 28 nm HPm (High Performance mobile).[85][86]

Lo Snapdragon 808 è il primo SoC hexa-core di Qualcomm. Caratteristiche salienti:
- ARMv8-A (introduzione della architettura a 64-bit)
- decodifica H.265/HEVC
- supporto eMMC 5.0
- 12-bit dual-ISP

Caratteristiche salienti Snapdragon 810:
- ARMv8-A (architettura a 64-bit)
- codifica/decodifica H.265/HEVC
- supporto eMMC 5.0
- 14-bit dual-ISP
- supporto fotocamere fino a 55MP
- supporto Dolby Atmos (fino a 11.1 canali) e risoluzione audio fino a 24 bit/192 kHz
- supporto tri-band (i.e. IEEE 802.11, IEEE 802.15 (Bluetooth) and IEEE 802.11ad (60 GHz))
- quick charge 2.0

Caratteristiche dello Snapdragon 820 più significative introdotte rispetto al predecessore (810):
- CPU Kryo quad-core
- eMMC 5.1
- HDMI 2.0
- Visualizzazione 4K nativa a 60 fps
- H.265/HEVC con decodifica 4K a 60 fps
- VP9 con decodifica 4K a 60 fps
- 14 nm FinFET
- Quick Charge 3.0[88]
- Adreno 530 con supporto per Vulkan 1.0

| Modello | Numero modello           | Tecnologia semiconduttore | Set istruzioni CPU | CPU                                                                             | CPU Cache                                | GPU                                | DSP                         | Tecnologia memoria                                | Video                                          | Foto | GPS        | USB             | WAN Modem                            | LAN Modem                                                   | PAN Modem (Bluetooth)                        | Disponibilità |
| ------- | ------------------------ | ------------------------- | ------------------ | ------------------------------------------------------------------------------- | ---------------------------------------- | ---------------------------------- | --------------------------- | ------------------------------------------------- | ---------------------------------------------- | --- | ---------- | --------------- | ------------------------------------ | ----------------------------------------------------------- | -------------------------------------------- | ------------- |
| 800     | 8074                     | 28 nm HPm                 | ARM v7             | Fino a 2.3 GHz Quad-core Krait 400                                              | L0: 4 kB+4 kB, L1: 16 kB+16 kB, L2: 2 MB | Adreno 330 (QSXGA/2160p) a 450 MHz | Hexagon, QDSP6V5A @600 MHz  | 32-bit dual-channel 800 MHz LPDDR3 (12.8 GB/sec)  | 4k*2k UHD registrazione / riproduzione video   | Fino a 55MP, 3D stereoscopico, Dual ISP                                                                       | IZAT Gen8B | USB 3.0/2.0     | No Modem                             | WiFi 802.11n/ac (2.4/5 GHz) Integrated Digital Core         | BT4.0 Integrated Digital Core                | Q2 2013       |
| 800     | 8274                     | 28 nm HPm                 | ARM v7             | Fino a 2.3 GHz Quad-core Krait 400                                              | L0: 4 kB+4 kB, L1: 16 kB+16 kB, L2: 2 MB | Adreno 330 (QSXGA/2160p) a 450 MHz | Hexagon, QDSP6V5A @600 MHz  | 32-bit dual-channel 800 MHz LPDDR3 (12.8 GB/sec)  | 4k*2k UHD registrazione / riproduzione video   | Fino a 55MP, 3D stereoscopico, Dual ISP                                                                       | IZAT Gen8B | USB 3.0/2.0     | HSPA+                                | WiFi 802.11n/ac (2.4/5 GHz) Integrated Digital Core         | BT4.0 Integrated Digital Core                | Q2 2013       |
| 800     | 8674                     | 28 nm HPm                 | ARM v7             | Fino a 2.3 GHz Quad-core Krait 400                                              | L0: 4 kB+4 kB, L1: 16 kB+16 kB, L2: 2 MB | Adreno 330 (QSXGA/2160p) a 450 MHz | Hexagon, QDSP6V5A @600 MHz  | 32-bit dual-channel 800 MHz LPDDR3 (12.8 GB/sec)  | 4k*2k UHD registrazione / riproduzione video   | Fino a 55MP, 3D stereoscopico, Dual ISP                                                                       | IZAT Gen8B | USB 3.0/2.0     | CDMA                                 | WiFi 802.11n/ac (2.4/5 GHz) Integrated Digital Core         | BT4.0 Integrated Digital Core                | Q2 2013       |
| 800     | 8974-AA                  | 28 nm HPm                 | ARM v7             | Fino a 2.34 GHz Quad-core Krait 400                                             | L0: 4 kB+4 kB, L1: 16 kB+16 kB, L2: 2 MB | Adreno 330 (QSXGA/2160p) a 457 MHz | Hexagon, QDSP6V5A @600 MHz  | 32-bit dual-channel 800 MHz LPDDR3 (12.8 GB/sec)  | 4k*2k UHD registrazione / riproduzione video   | Fino a 21MP, 3D stereoscopico, Dual ISP                                                                       | IZAT Gen8B | USB 3.0/2.0     | LTE                                  | WiFi 802.11n/ac (2.4/5 GHz) Integrated Digital Core         | BT4.0 Integrated Digital Core                | Q2 2013       |
| 801     | 8974-AB (Snapdragon 801) | 28 nm HPm                 | ARM v7             | Fino a 2.4 GHz Quad-core Krait 400                                              | L0: 4 kB+4 kB, L1: 16 kB+16 kB, L2: 2 MB | Adreno 330 (QSXGA/2160p) a 550 MHz | Hexagon, QDSP6V5A @600 MHz  | 32-bit dual-channel 933 MHz LPDDR3 (14.9 GB/sec)  | 4k*2k UHD registrazione / riproduzione video   | Fino a 21MP, 3D stereoscopico, Dual ISP                                                                       | IZAT Gen8B | USB 3.0/2.0     | LTE                                  | WiFi 802.11n/ac (2.4/5 GHz)) Integrated Digital Core        | BT4.0 Integrated Digital Core                | Q4 2013       |
| 801     | 8974-AC (Snapdragon 801) | 28 nm HPm                 | ARM v7             | Fino a 2.31 GHz/2.45 GHz quad-core Krait 400                                    | L0: 4 kB+4 kB, L1: 16 kB+16 kB, L2: 2 MB | Adreno 330 (2160p) a 578 MHz       | Hexagon, QDSP6V5A, @600 MHz | 32-bit dual-channel 933 MHz LPDDR3 (14.9 GB/sec)  | 4k*2k UHD registrazione / riproduzione video   | Fino a 21MP, Dual ISP                                                                                         | IZAT Gen8B | USB 3.0/2.0     | LTE                                  | Qualcomm VIVE 802.11n/ac (2.4/5 GHz) + Integrated digital   | Bluetooth (BT) 4.0 + Integrated digital core | Q1 2014       |
| 805     | 8084                     | 28 nm HPm                 | ARMv7-a            | Fino a 2.7 GHz quad-core Krait 450                                              |                                          | Adreno 420 600 MHz                 |                             | 64-bit dual-channel LPDDR3 800 MHz (25.6 GB/s)    |                                                | |            |                 | LTE                                  | 802.11n/ac (2.4 e 5 GHz)                                    | Bluetooth 4.1                                | Q2 2014       |
| 808     | 8992                     | 20 nm HPm                 | ARM v8-a           | Cortex-A57 e Cortex-A53 (2+4 core)                                              |                                          | Adreno 418 657 MHz                 | Hexagon V56 @800 MHz        | 64-bit LPDDR3 933 MHz (14.9 GB/s)                 |                                                | |            |                 | LTE Cat. 6/7                         | 802.11 ac                                                   | Bluetooth 4.1                                | H1 2015       |
| 810     | 8994                     | 20 nm HPm                 | ARM v8-a           | Cortex-A57 e Cortex-A53 (4+4 core)                                              |                                          | Adreno 430 775 MHz                 | Hexagon V56 @800 MHz        | 64-bit dual channel LPDDR4 1600 MHz (25.6 GB/s)   |                                                | | IZAT Gen8C |                 | LTE Cat. 6/9                         | 802.11 ac                                                   | Bluetooth 4.1                                | H1 2015       |
| 820     | 8996                     | 14 nm FinFET              | ARM v8-a           | Quad-core Kyro (2.15 GHz + 1.6 GHz)                                             |                                          | Adreno 530 624 MHz                 | Hexagon 680@1 GHz           | LPDDR4 a quattro canali (29,8 GB/s)               |                                                | | IZAT Gen8C |                 | X12 LTE                              | 802.11 ac/ad                                                | Bluetooth 4.1                                | Q4 2015       |
| 821     | 8996 Pro                 | 14 nm FinFET              | ARM v8-a           | Quad-core Kyro (2.4 GHz)                                                        |                                          | Adreno 530                         | Hexagon 680                 | 64-bit dual channel LPDDR4 1600 MHz (25.6 GB/s)   | registrazione / riproduzione video 4k Ultra HD | Fino a 28 MP, Dual ISP (Qualcomm Spectra)                                                                     |            | USB 2.0/3.0     | X12 LTE                              | 802.11 ac/ad, 802.11a/b/g, 802.11n (2.4 GHz, 5 GHz, 60 GHz) | Bluetooth 4.1                                | Q3 2016       |
| 835     | MSM8998                  | 10 nm FinFET              |                    | Kryo 280 4x Cortex-A73 @2.45 Ghz 4x Cortex-A53 @1.9 Ghz                         |                                          | Adreno 540 670/710 Mhz             | Hexagon 682                 | LPDDR4X 64-bit Dual-Channel 1866 Mhz (29.8 GB/s)  |                                                | |            |                 |                                      |                                                             |                                              |               |
| 845     | SDM845                   | 10 nm FinFET              |                    | 4 Cortex-A75 fino a 2.8 Ghz e 4 Cortex-A55 fino a 1.8Ghz                        |                                          | Adreno 630 710 Mhz                 | Hexagon 685                 | LPDDR4X 64-bit Quad-Channel 1866 Mhz (29. GB/s)   |                                                | |            |                 |                                      | 802.11 ac                                                   | Bluetooth 5.0                                |               |
| 855     | SM8150                   | 7 nm FinFET               |                    | Kryo 485 1x Cortex-A76 @2.8 Ghz 3x Cortex-A76 @2.42 Ghz 4x Cortex-A55 @1.80 Ghz |                                          | Adreno 640 Tricore 585 Mhz         | Hexagon 690                 | LPDDR4X 64-bit Quad-Channel 2133 Mhz (34.13 GB/s) |                                                | Fino a 192 MP o 48 MP 30 FPS singola camera o 22 MP Dual camera 30 Fps Dual ISP 14 bit (Qualcomm Spectra 380) |            | Usb 2.0/3.0/3.1 | X24 LTE (Snapdragon X50 5G optional) | 802.11 ax primo SoC Qualcomm a supportare Wi-Fi 6           | Bluetooth 5.0                                | Q1 2019       |
| 865     | SM8250                   | TSMC 7 nm N7P             |                    | Kryo 585 1x Cortex-A77 @2.8 Ghz 3x Cortex-A77 @2.42 Ghz 4x Cortex-A55 @1.80 Ghz |                                          | Adreno 650 587 Mhz                 | Hexagon 698                 | LPDDR5 64-bit Quad-Channel 2750 Mhz (44 GB/s)     |                                                | |            |                 |                                      |                                                             |                                              |               |
| 888     | SM8350                   | Samsung 5 nm 5LPE         |                    | Kryo 680 1x Cortex-X1 @2.84 Ghz 3x Cortex-A78 @2.4 Ghz 4x Cortex-A55 @1.80 Ghz  |                                          | Adreno 660 ??? Mhz                 | Hexagon 780                 | LPDDR5 64-bit Quad-Channel 3200 Mhz (50 GB/s)     |                                                | Qualcomm Spectra 580                                                                                          |            |                 | X60 5G/LTE                           | 802.11 ax 802.11 ad/ay 60 Ghz fino a 10 GB/s                | Bluetooth 5.2                                | Q1 2021       |

#### Snapdragon 820
| Modello              | Fab                      | CPU               | CPU                | CPU  | CPU         | GPU                | GPU         | DSP                | DSP          | Tecnologia Memoria | Tecnologia Memoria           | Tecnologia Memoria   | GNSS       | Wireless                                              | Wireless            | Wireless      | Disponibilità |
| Modello              | Fab                      | Set di istruzioni | Micro-architettura | Core | Freq. (GHz) | Micro-architettura | Freq. (MHz) | Micro-architettura | Freq. (MHz)  | Tipo               | Larghezza Bus (bit)          | Banda (GB/s)         | GNSS       | Reti                                                  | WLAN                | PAN           | Disponibilità |
| -------------------- | ------------------------ | ----------------- | ------------------ | ---- | ----------- | ------------------ | ----------- | ------------------ | ------------ | ------------------ | ---------------------------- | -------------------- | ---------- | ----------------------------------------------------- | ------------------- | ------------- | ------------- |
| MSM8996 "lite" (820) | 14 nm Samsung FinFET LPP | ARMv8-A           | Kryo               | 2+2  | 1.8 + 1.36  | Adreno 530         | 510 MHz     | Hexagon 680        | Fino a 1 GHz | LPDDR4             | Quad-channel 16-bit (64-bit) | 1333 MHz (21.3 GB/s) | IZat Gen8C | Down: LTE Cat 12(600Mbit/s) Up: LTE Cat 13(150Mbit/s) | 802.11ac / 802.11ad | Bluetooth 4.1 | Q4 2015       |
| MSM8996 (820)        | 14 nm Samsung FinFET LPP | ARMv8-A           | Kryo               | 2+2  | 2.15 + 1.59 | Adreno 530         | 624 MHz     | Hexagon 680        | Fino a 1 GHz | LPDDR4             | Quad-channel 16-bit (64-bit) | 1866 MHz (29.8 GB/s) | IZat Gen8C | Down: LTE Cat 12(600Mbit/s) Up: LTE Cat 13(150Mbit/s) | 802.11ac / 802.11ad | Bluetooth 4.1 | Q4 2015       |
| MSM8996 Pro (821)    | 14 nm Samsung FinFET LPP | ARMv8-A           | Kryo               | 2+2  | 2.4 + 2.0   | Adreno 530         | 650 MHz     | Hexagon 680        | Fino a 1 GHz | LPDDR4             | Quad-channel 16-bit (64-bit) | 1866 MHz (29.8 GB/s) | IZat Gen8C | Down: LTE Cat 12(600Mbit/s) Up: LTE Cat 13(150Mbit/s) | 802.11ac / 802.11ad | Bluetooth 4.1 | Q3 2016       |

## Piattaforme simili
- Apple Silicon di Apple
- A-Serie di Allwinner
- Exynos di Samsung
- Atom di Intel
- i.MX di Freescale
- Kirin di Huawei (HiSilicon)
- MT di MediaTek
- NovaThor di ST-Ericsson
- OMAP di Texas Instruments
- RK di Rockchip
- SH-Mobile di Renesas
- Tegra di NVIDIA